# Alexis Contin
Alexis Contin (19 oktober 1986, Saint-Malo, Ille-et-Vilaine) is een Frans oud-schaatser. Hij was gespecialiseerd op de lange afstanden (5 en 10 kilometer). Contin is daarnaast inline-skater en in die discipline meervoudig Europees en wereldkampioen.

## Biografie
Contin maakte zijn internationale schaatsdebuut bij een wereldbekerwedstrijd in december 2005. In januari 2007 deed hij voor het eerst mee aan een internationaal kampioenschap. In Collalbo werd de Fransman 17e bij het EK Allround.
Begin 2008 verliet hij het DSB-schaatsteam van coach Jac Orie, hij kon naar eigen zeggen de motivatie niet meer opbrengen om zich volledig te richten op het langebaanschaatsen en richtte zich meer op het marathonschaatsen. In 2008/2009 schaatste hij bij de Adformatie-marathonschaatsploeg en nam hij ook deel aan het EK Allround 2009 waar hij 15e werd. Ook op het EK van 2010 was hij aanwezig. Hij werd derde op de 5000 meter, met een persoonlijk record tweede op de 10.000 meter, en vierde in het eindklassement. Met deze prestatie verwierf hij (voor Frankrijk) een startplaats voor het WK Allround 2010.
Op 11 mei 2010 werd bekend dat Contin deel gaat uitmaken van de schaatsploeg Hofmeier. Daarna trainde Contin met het Noorse Team CBA van coach Peter Mueller, maar in 2013 ging hij weer in Nederland aan de slag bij de BAM van Jillert Anema. Vlak voor de Olympische Winterspelen werd bij hem de Ziekte van Graves ontdekt. Na zijn herstel bleef Contin bij Anema toen die in 2014 Clafis Schaatsteam vormde. Op 6 december 2015 boekte hij tijdens de wereldbekerwedstrijden in Inzell op het onderdeel Mass Start de eerste Franse overwinning in wereldbekerverband. Contin bleef echter gezondheidsproblemen houden en liet in december 2016 zijn schildklier verwijderen. Dat verhinderde hem niet om in het zelfde schaatsseizoen nog een zilveren medaille te winnen op de massastart bij het WK Afstanden in Gangneung. Na de Olympische Winterspelen nam hij afscheid van de schaatssport.

## Persoonlijke records
| Afstand      | Tijd      | Datum             | Baan           |
| ------------ | --------- | ----------------- | -------------- |
| 500 meter    | 36,57     | 7 maart 2015      | Calgary        |
| 1000 meter   | 1.10,94   | 11 november 2007  | Salt Lake City |
| 1500 meter   | 1.44,00   | 15 november 2013  | Salt Lake City |
| 3000 meter   | 0 3.40,11 | 25 september 2010 | Calgary        |
| 5000 meter   | 6.11,95   | 10 november 2013  | Calgary        |
| 10.000 meter | 13.04,80  | 8 maart 2015      | Calgary        |

## Resultaten
| Jaar | EK Allround             | WK Allround             | WK Afstanden                     | Olympische Spelen                                       | Wereldbeker                            |
| ---- | ----------------------- | ----------------------- | -------------------------------- | ------------------------------------------------------- | -------------------------------------- |
| 2007 | NC17 (9e, 18e, 18e, -)  | NC22 (22e, 21e, 22e, -) | 21e 5000m 15e 10.000m            |                                                         | 26e 5/10 km                            |
| 2008 |                         |                         |                                  | 45e 5/10 km                                             |                                        |
| 2009 | NC15 (20e, 12e, 12e, -) |                         |                                  |                                                         |                                        |
| 2010 | 4e · (13e, , 8e, )      |                         |                                  | 6e 5000m 4e 10.000m                                     | 31e 1500m 14e 5/10 km                  |
| 2011 | 7e (17e, 8e, 9e, 7e)    | 11e (17e, 7e, 12e, 11e) | 10e 1500m 4e 5000m               |                                                         | 31e 1500m 12e 5/10 km                  |
| 2012 | 5e · (13e, , 12e, 4e)   | DQ3 (13e, 6e, DQ -)     | 12e 1500m 5e 5000m 10e 10.000m   | 13e 1500m · 5e 5/10 km · massastart · 12e achtervolging |                                        |
| 2013 |                         |                         | 15e 1500m 14e 5000m              | 16e 1500m 17e 5/10 km 9e massastart 9e achtervolging    |                                        |
| 2014 |                         |                         |                                  | 8e Achtervolging                                        | 13e 1500m 11e 5/10 km 7e achtervolging |
| 2015 |                         | 5e · (14e, 4e, 12e, )   | 5e 1500m · 5e 5000m · massastart |                                                         | 29e 1500m 14e 5/10 km 21e massastart   |
| 2016 |                         | NC11 (20e, 6e, 14e, -)  | 8e 5000m · massastart            | 39e 1500m 15e 5/10 km 5e massastart                     |                                        |
| 2017 |                         |                         | 10e 5000m · massastart           | 33e 1500m 18e 5/10 km 12e massastart                    |                                        |
| 2018 |                         |                         |                                  | 22e 1500m 11e 5000m 10e massastart                      | 39e 1500m 18e 5/10 km                  |

NC# = niet gekwalificeerd voor de # afstand 
DQ# = niet gekwalificeerd voor de # afstand 